# Christian Georg Toepffer
Christian Georg Toepffer (* 21. Mai 1941 in Breslau) ist ein deutscher Physiker.

## Leben und Werdegang
Toepffer ist Sohn des Kaufmanns Konrad Toepffer und dessen Ehefrau Brigitte geb. von Treutler. Durch den Krieg wurde die Familie in den Raum Hamburg verschlagen. Nach seinem Abitur an der Stormarnschule in Ahrensburg 1960 begann er ein Physik-Studium an der Universität Hamburg. Nach der Zwischenprüfung wechselte er an die Universität Freiburg im Breisgau, wo er 1966 sein Diplom ablegte. Darauf wechselte er an die Universität Frankfurt am Main und promovierte dort. Anschließend trat er dort auch seine erste Professorenstelle an.
Weitere Stationen seiner Lehr- und Forschungstätigkeit waren: University of Virginia in Charlottesville (1967–1968); Europäische Organisation für Kernforschung (CERN) in Genf; Joint Institute for Nuclear Research in Dubna, UdSSR (1970–1971); University of Witwatersrand, Johannesburg, Südafrika (1974–1980); Universität Erlangen von 1980 bis zur Emeritierung.
Toepffers Arbeitsgebiet ist die Theoretische Physik, insbesondere die Theorie von Vielteilchensystemen und zu Laser-Plasma-Wechselwirkungen. Zudem wurde er aktiv in der Hochschulpolitik, verfasste Lehrbücher und wurde publizistisch tätig.

## Werke (Auszug)
- C. Toepffer: Dispersionseffekte in der Eigenkanaltheorie der Elektronenstreuung. Dissertation Frankfurt am Main 1967
- H. Nersisyan, C. Toepffer, G. Zwicknagel: Interactions between Charged Particles in a Magnetic Field. Springer, Berlin (2007)
- C. Toepffer: Skript zur Einführung in die Theoretische Physik, Palm & Enke, Erlangen (1991)
- C. Toepffer: Deterministisches Chaos–Strukturen im Unvorhersagbaren, Physik in unserer Zeit 22, 1991, S. 223.
- C. Toepffer: Exzellenz, zweite Runde – Die Lebenslügen der Universität, FAZ, 10. Januar 2007, 33, online (faz.net)
- C. Toepffer: In grauen Zonen – Biografie eines Managers, neobooks.com (2015)
- C. Toepffer: Freunde, Feinde, Parteifreunde – Ein Tag im Leben des Ministerpräsidenten Peter W., neobooks.com (2015)